# Langerra
Langerra là một chi nhện trong họ Salticidae.